# Rousettus amplexicaudatus
Rousettus amplexicaudatus е вид прилеп от семейство Плодоядни прилепи (Pteropodidae). Видът не е застрашен от изчезване.

## Разпространение
Разпространен е в Бруней, Виетнам, Източен Тимор, Индонезия (Бали, Малки Зондски острови, Малуку, Сулавеси, Суматра и Ява), Камбоджа, Китай, Лаос, Малайзия, Мианмар, Папуа Нова Гвинея (Бисмарк), Сингапур, Соломонови острови, Тайланд и Филипини.

## Описание
На дължина достигат до 10,8 cm, а теглото им е около 74,4 g.
Достигат полова зрялост на 8,6 месеца.